# Цветко Рајовић
Цветко Рајовић (Вуковићи, 1793 — Београд, 4. мај 1873) био је српски политичар и судија. Био је министар унутрашњих послова у периоду од 1840. до 1842. године. Веран кнезу Милошу Обреновићу учествовао је у неколико завера против Карађорђевића, због чега је био затваран. По повратку кнеза Милоша постао је председник Владе (18. април 1859 — 8. новембар 1860) и министар спољних послова Кнежевине Србије. Био је судија Врховног суда.

## Школовање и младост
Цветко Рајевић рођен је уочи Цвети 1793. године у селу Вуковићу код Требиња. Још док је био дечак његову кућу напао је Осман ага Шабан Агића из Требиња  са неколико људи. Његов отац Петар је успешно одбранио кућу, убио агу и након тога са Цветком побегао преко планина у Голубовиће у Паштровићима у Боки Котарској. Он је из Паштровића отишао у Ријеку, где се његов старији брат одраније бавио трговином. Брат га је послао 1805. у школу у Оточцу, а 1807. преместио се у школу у Сењу, где је научио немачки и италијански. Због француско-аустријског рата 1810. заједно са братом прешао је у Земун, где је научио грчки. После тога Цветко је прешао у Београд, где је његов други брат имао трговину.

## Пропаст трговине
Током 1811. примљен је у српску војску, где је од једнога рускога официра добро изучио војни занат. Када је 1813. угушен Први српски устанак Рајовић је побегао у Срем, па онда у Трст и Венецију, где је накратко постао морнар. Пошто му се то није свидело отишао је у Беч, па онда 1815. у Одесу, где је са добрим препорукама примљен код српских трговаца у Одеси. Трговали су храном, али како је цена хране нагло пала 1818. године изгубио је сав новац. После тога вратио се у Београд, где је са братом водио трговину житом до 1825. године.

## Кнежев секретар
Ступио је у службу код Јеврема Обреновића као секретар, а онда је прешао код кнеза Милоша за секретара. Секретар кнежеве канцеларије био је од 28. октобра 1828. до 12. маја 1831. Кнез Милош га је 1829. године послао у дипломатску мисију у Влашку, генералу Кисељеву и грофу Дибићу Забалканскоме, а током 1830. године послао га је са Аврамом Петронијевићем у Петроград код рускога императора Николаја I. Император је тада поручио кнезу да народу треба да подари устав. Од руског владара добио је том приликом Орден Св. Владимира IV степена. У Петрограду су тада (1831) купили прву државну штампарију, на којој су се 1834. године штампале прве „Новине српске”. Поред тога био је и члан комисије, која је писала законе.

## Краткотрајно хапшење
Био је једно време управник Београда и председник Београдскога народнога суда. Два пута је постављан за директора београдске полиције: 1831. и 1838. године. Када је 1835. избила Милетина буна Цветко је у то време био управник београдске вароши, а на вести о буни хвалио је побуњенике и кудио кнеза. Кнез Милош је наредио да га ухапсе и да га погубе на путу на путу за Пожаревац, али ту намеру спречио је Јеврем Обреновић. Када су га везаног довели у Пожаревац кнез се правио као да се ништа није десило и још се дерао на оне, који су везали Цветка. Након проглашења Сретењскога устава 15. фебруара 1835. године био је постављен за члана Државнога савета, али кад је 11. априла Устав био суспендован Цветко није ушао у реорганизовани Савет.

## Министар унутрашњих послова
Једно време био је главни војни комесар са чином пуковника, а 1837. године кнежев ађутант. Након доношења Турскога устава 1838. године поново је постао члан Државнога савета. Био је организатор сахране кнеза Милана 1839. године и свечаности на којој је читан турски царски берат о признавању Михаила Обреновића за кнеза. Био је министар унутрашњих послова од 16. маја 1840. до 8. септембра 1842. године. Када је почела Вучићева буна 1842. године налазио се у Крушевцу, где га је домаћин заробио и дао да га спроведу до Томе Вучића на Врачар. Одмах након смене династија био је осуђен на дугогодишњу робију у тешком гвожђу, али помилован је након неколико месеци. Осуђен је 15. фебруара 1843. године на 20 година робије у тешком гвожђу. Када је кнез Александар Карађорђевић био под тешким притиском руске владе и захтева да се поново бира кнез, настојао је да се покаже великодушним, па је око почетка маја 1843. године помиловао Цветка Рајовића.

## Учешће у заверама против Карађорђевића
Цветко Рајовић је организовао заверу уз руску подршку, са намером да дигне устанак против кнеза Александра Карађорђевића и на власт доведе Обреновиће. Међутим његова завера је откривена око Нове Године 1844. и он је ухапшен. Био је осуђен на смрт, а казна му је замењена доживотном робијом у замену за руско одобрење да се Тома Вучић и Аврам Петронијевић врате у Србију. Био је затворен у гургусовачкој кули до 1846. Судија је касационога суда од 1850, а председник Врховнога суда је постао 1857. Учествовао је у Тенкиној завери, чији циљ је био да се убије кнез Александар Карађорђевић. Цветков циљ је био само да дође до преврата. У Тенкину заверу против кнеза били су уплетени Стефан Стефановић Тенка, Цветко Рајовић и још тројица саветника: Паун Јанковић, Павле Станишић и Радован Дамњановић. Они су примили новац од кнеза Милоша са циљем да раде на преврату. Сви завереници били су септембра 1857. затворени и осуђени на смрт. За Цветка није доказано да је уплетен у планирање да се убије кнез, само је доказано да је радио на преврату. Кнез је најпре намеравао да потврди смртну пресуду, али због Портине интервенције није смео то да учини, па је помиловао заверенике на доживотну робију у Гургусовачкој кули. У тамници је са њима сурово поступано. Провели су у тамници неколико месеци до Етем-пашине мисије априла 1858, када је кнез био присиљен да их пусти.

## Председник владе
По повратку кнеза Милоша Цветко Рајовић је именован за председника владе (кнежевога представника)(18. април 1859 — 8. новембар 1860) и за министра спољних послова. Кнез га је 1860. године послао са једном делегацијом у Цариград да тражи да се Турци селе из Србије, да Срби имају право да сами себи одређују устав и да Обреновићи имају наследну кнежевску власт. Након смрти кнеза Милоша кнез Михаило Обреновић га је именовао за потпредседника Савета. Пензионисан је одлуком намесништва 1869. године.
Био је ожењен Аном, ћерком Карађорђева секретара Јанићија Ђурића.
Лазо Зубан му је 1837. године као "добротвору" (финансијеру) књиге, посветио преведено дело "Пизаро". Рајовић је тада "каваљер императорског руског ордена Св. Владимира 4. степена". Цветкова ћерка Драга удала се за пуковника Антонија Орешковића.